# Merrey-sur-Arce
Merrey-sur-Arce település Franciaországban, Aube megyében. Lakosainak száma 325 fő (2022. január 1.). Merrey-sur-Arce Bar-sur-Seine, Celles-sur-Ource és Ville-sur-Arce községekkel határos.

## Népesség
A település népessége az elmúlt években az alábbi módon változott:
| Lakosok száma | 266  | 270  | 288  | 323  | 311  | 320  | 321  | 325  | 325  | 325  |
|               | 1968 | 1982 | 1990 | 2006 | 2013 | 2015 | 2017 | 2019 | 2020 | 2022 |